# احفیر
احفیر (به فرانسوی: Ahfir) یک منطقهٔ مسکونی در مراکش است که در Oriental (Morocco) واقع شده‌است.
یک شهر کوچک مراکشی، که قبلاً به عنوان «مارتامبرای دو کیس» (به فرانسوی: Martinprey Du Kiss) شناخته می‌شد. جمعیت آن حدود ۲۰۰۰۰ نفر تخمین زده می‌شود و بیشتر آنها به زبان عربی صحبت می‌کنند. در سال ۱۹۰۸ توسط ژنرال فرانسوی لیوتی تأسیس شد.

## موقعیت
این شهر در شمال شرقی مراکش و در نزدیکی شهر باب عسه (استان تلمسان) در الجزایر واقع شده‌است. در ضلع شرقی و نزدیک دریا (۱۸ کیلومتری تفرجگاه سعیدیه) و حدود ۲۵ کیلومتری فرودگاه انگادس و از توابع برکان است. این بخشی از کنفدراسیون بنی زناسن (برکان، احفير، تافوگالت) است. این شهر با یک بزرگراه (بزرگراه نیست) به طول ۳۵ کیلومتر به وجده (پایتخت سمت شرقی مراکش) و با بزرگراهی به طول ۲۵ کیلومتر به استراحتگاه مدیترانه-سایدیا و به شهر برکان متصل است. این شهر دارای دو مدرسه مقدماتی و متوسطه، یک مرکز حرفه آموزی، یک پاسگاه پلیس و یک بیمارستان، یک مرکز گمرک و یک مرکز ژاندارمری است. رودخانه ای از نزدیک شهر می‌گذرد که مردم مدینه به آن «واد کیس» می‌گویند و این رودخانه مرز بین مراکش و الجزایر در منطقه را نشان می‌دهد.

## خصوصیات
احفیر ۱۹٬۴۸۲ نفر جمعیت دارد.